# Sarcosperma angustifolium
Sarcosperma angustifolium är en tvåhjärtbladig växtart som beskrevs av François Gagnepain. Sarcosperma angustifolium ingår i släktet Sarcosperma och familjen Sapotaceae. Inga underarter finns listade i Catalogue of Life.